# Leptoxenus ornaticollis
Leptoxenus ornaticollis är en skalbaggsart som beskrevs av J. Linsley Gressitt och Yves Rondon 1970. Leptoxenus ornaticollis ingår i släktet Leptoxenus och familjen långhorningar.
Artens utbredningsområde är Laos. Inga underarter finns listade i Catalogue of Life.